# Jokin Muñoz
Jokin Muñoz Trigo (Castejón, Navarra, 1963). Profesor y escritor en euskera navarro.
Jokin Muñoz pasó su niñez, adolescencia y juventud en San Sebastián. A partir de 1990 ha residido en Navarra, donde se ha dedicado a la docencia y a la euskaldunización de adultos. Ahora vive a caballo entre Etxauri y San Sebastián. Además de colaborador en prensa en euskera, es autor de las novelas Hausturak (1995), Joan zaretenean (1997) y Antzararen bidea (2007), esta última Premio de la Crítica y Premio Euskadi de Literatura 2008, editada en castellano con el título El camino de la oca (2008). Como cuentista ha publicado el volumen Bizia lo (2003), Premio Euskadi de Literatura 2004, editado en castellano con el título Letargo (2005).
Ha publicado también el libro de viajes Atlantidara biajia (2000). Con la novela Sin tocar el suelo regresa al mundo literario después de un silencio de más de una década.

## Obras
- Hausturak ("Rupturas"), Alberdania 1995. Cuentos.
- Joan zaretenean, Alberdania 1997, novela calificada de existencialista, traducida al castellano como Sin vosotros (Alberdania 2007).
- Atlandidara biajia ("Viaje a la Atlántida") Alberdania 2000, crónica de un viaje a pie por la zona media de Navarra.
- Bizia lo, Alberdania 2003. Fue premio Euskadi de literatura 2004. Este libro de relatos fue traducido al español con el título Letargo (Alberdania 2005).
- Antzararen Bidea, Alberdania 2008, Premio Nacional de la Crítica en la modalidad narrativa en euskera.
- Sin tocar el suelo, Galaxia Gutenberg 2022.